# 'Ubayd Allah ibn Jahsh
ʿUbayd Allāh ibn Jaḥsh b. Riʾāb al-Asadī (in arabo عبيد الله بن جحش بن رئاب الأسدي‎?; La Mecca, ... – Abissinia, ...; fl. VII secolo) è stato un appartenente dell'Ahl al-Bayt che abbandonò la religione islamica in favore del Cristianesimo.
Cugino materno di Maometto e fratello di Zaynab bint Jahsh, Ḥamna bt. Jaḥsh (in arabo حمنه ﺑﻨﺖ جحش‎?, moglie di Mus'ab ibn 'Umayr) e Abd Allah ibn Jahsh, era uno dei quattro monoteisti (hanif) ricordati dallo storico del primissimo Islam, Ibn Ishaq. Gli altri erano Waraqa ibn Nawfal, ʿUthmān b. Ḥuwayrith e Zayd ibn Amr.
Era sposato con Ramla bint Abi Sufyan (figlia di Abu Sufyan, nota anche come Umm Habiba Ramla). Da ella ebbe una figlia, di nome Habiba bint 'Ubayd Allah.
Assieme alla moglie divenne musulmano e, per mettersi al riparo dalle angherie dei pagani della sua città, partecipò alla cosiddetta Piccola Egira in Abissinia. Ad Axum, che faceva parte dell'Impero aksumita, il re cristiano Aṣḥama ibn Abjar, concesse che i musulmani edificassero un proprio luogo di culto.
In Abissinia contrasse una malattia che più tardi lo avrebbe portato alla morte, ma prima di morire raccomandò al profeta Maometto di sposare sua moglie se fosse morto